# Округ Меримак (Њу Хемпшир)
Меримак (енгл. Merrimack County) је округ у америчкој савезној држави Њу Хемпшир.

## Демографија
По попису из 2010. године број становника је 146.445, што је 10.22 (7,5%) становника више него 2000. године.
| Група             | 2000.           | 2010.           |
| Белци             | 131.343 (96,4%) | 138.048 (94,3%) |
| Афроамериканци    | 730 (0,5%)      | 1.530 (1,0%)    |
| Азијати           | 1.171 (0,9%)    | 2.325 (1,6%)    |
| Хиспаноамериканци | 1.362 (1,0%)    | 2.339 (1,6%)    |
| Укупно            | 136.225         | 146.445         |